# Vera Sandberg

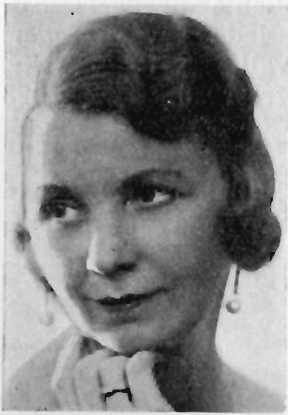
Vera Sandberg

Vera Helfrid Victoria Sandberg (23. Mai 1895 in Ljungby – 24. Dezember 1979 in Stockholm) war eine schwedische Chemieingenieurin, die als erste Frau Schwedens 1917 einen Ingenieurabschluss an der Technischen Hochschule Chalmers in Göteborg erwarb. Ihre Karriere gilt als Meilenstein für Frauen im Ingenieurberuf.

## Leben
Sandberg wurde auf einem Bauernhof im småländischen Ljungby geboren. Nach dem frühen Tod ihres Vaters, als sie neun Jahre alt war, wuchs sie bei ihrer Mutter auf, die das Långasjönäs-Papierwerk bei Karlshamn führte. Sandberg besuchte von 1905 bis 1912 das Elementarläroverk für Mädchen in Karlshamn. Anschließend schloss sie 1913 einen Vorbereitungskurs für technische Studien an der Sävsjö praktiska skola ab, woraufhin sie 1914 als einzige Frau unter rund 500 Männern zum Studium an der Technischen Hochschule Chalmers in Göteborg zugelassen wurde.
Sandberg bestand 1917 im Alter von 22 Jahren die Ingenieurprüfung. Nach ihrem Abschluss arbeitete sie zunächst in einem Chemieunternehmen in Partille, wo sie bald Leiterin des Labors wurde. Nach einem Brand des familieneigenen Papierwerks 1919, das sie kurzzeitig leitete, folgten Studienreisen nach Deutschland Anfang der 1920er Jahre.
Im Jahr 1923 legte Sandberg ihre Reifeprüfung am höheren Realgymnasium in Göteborg ab und studierte anschließend an der Stockholmer Hochschule. Von 1925 bis 1937 arbeitete sie unter anderem bei Sieverts Kabelverk in Sundbyberg.
1937 heiratete Sandberg den Ingenieur Ragnar Resare, der fünf Söhne aus einer früheren Ehe hatte. Sie zog zu ihm nach Storfors und widmete sich der Familie, arbeitete jedoch weiterhin zeitweise im Familienunternehmen. Nach dem Tod ihres Mannes 1950 zog sie nach Stockholm, wo sie am 24. Dezember 1979 starb.

## Wirken

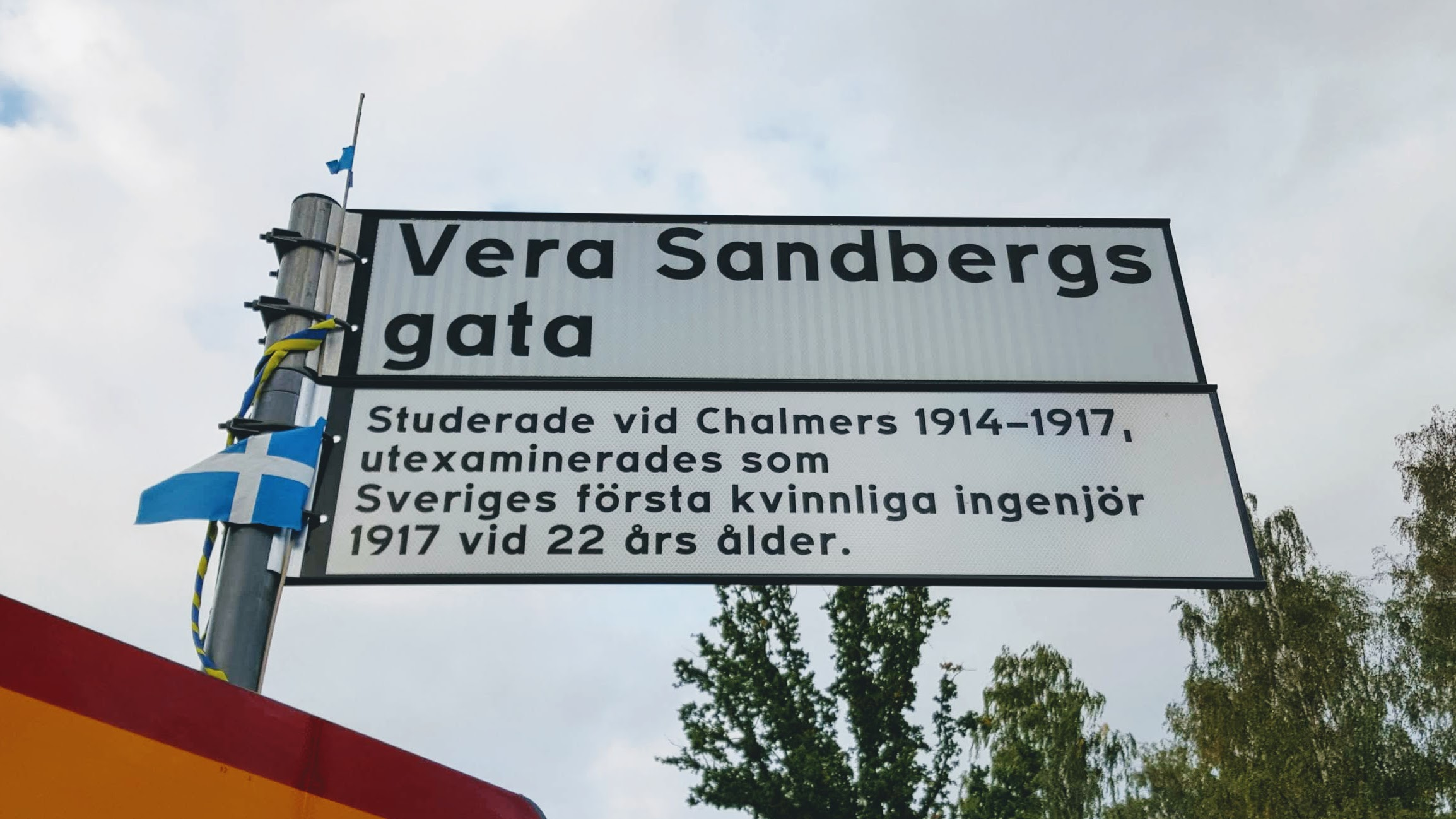
Die nach ihr benannte Vera Sandbergs gata in ihrem Geburtsort Ljungby

Sandberg gilt als Wegbereiterin für Frauen im Ingenieurwesen Schwedens. Als erste weibliche Absolventin einer Ingenieurschule in Schweden brach sie mit den gefestigten Geschlechterrollen ihrer Zeit. Trotz erheblicher gesellschaftlicher und institutioneller Barrieren, darunter spezielle Aufnahmeprüfungen für Frauen, gelang ihr die Etablierung in einem überwiegend männlichen Berufsumfeld.
In einem 1919 veröffentlichten Aufsatz argumentierte Sandberg, dass das Feld der chemischen Industrie besonders für weibliche Ingenieure geeignet sei, da Frauen durch ihre Genauigkeit und Geduld einen Wettbewerbsvorteil gegenüber Männern haben könnten. Ihre Erfahrungen dokumentierte sie überdies in Gedichten, in denen sie ihre persönliche Unsicherheit und gesellschaftliche Herausforderungen während ihrer Studienzeit verarbeitete.
Heute wird Sandbergs Leistung durch zahlreiche Ehrungen gewürdigt. Neben der Vera Sandbergs allé in Göteborg und der Vera Sandbergs gata in Ljungby gibt es an der Technischen Hochschule Chalmers eine nach ihr benannte Statue sowie ein ihr gewidmetes Studierenden-Spex und weitere Gedenkprojekte.
Vera Sandbergs Leben und Karriere dienen bis heute als Inspiration für junge Frauen, Ingenieurwissenschaften zu studieren, was durch Veranstaltungen wie den jährlichen „VERA Day“ gefördert wird.